# Ga Vũ Ẻn
Ga Vũ Ẻn là một nhà ga xe lửa tại huyện Thanh Ba, tỉnh Phú Thọ. Nhà ga là một điểm của đường sắt Hà Nội - Lào Cai và nối với ga Chí Chủ với ga Ấm Thượng.